# Электронный авиабилет

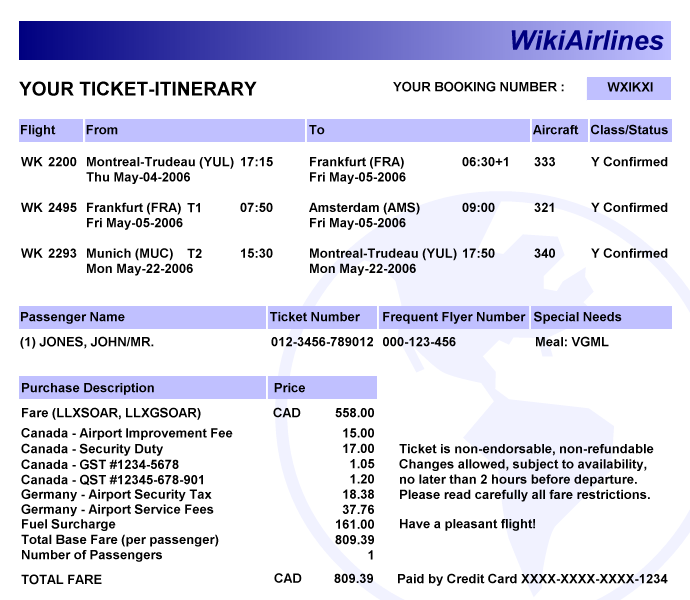
Пример маршрут-квитанции электронного билета

Электронный билет или e-ticket — это электронный документ, удостоверяющий договор воздушной перевозки между пассажиром и авиакомпанией. В отличие от бумажного авиабилета, электронный билет представляет собой цифровую запись в базе данных авиакомпании.

## Недостатки технологии бумажных билетов
Технологии применения традиционных бумажных авиабилетов создавались в первой половине XX века с учётом возможностей применявшихся в то время технологий хранения, передачи и обработки информации. В частности, для хранения информации применялись бумажные носители, для передачи — телеграфные и телефонные голосовые каналы, для поиска информации большие хранилища бумажных носителей просматривались глазами. Используемые технологии не позволяли проводить в массовом порядке за приемлемо короткое время даже выборочную проверку авиабилетов, предъявляемых пассажирами для получения услуг перевозки или для возврата денег при отказе от перевозки. Таким образом, выписанный авиабилет должен был быть сам по себе носителем полной информации, которая необходима для предоставления услуг и соответствующих денежных расчетов. Вместе с тем, на различных стадиях процесса продажи билетов и перевозки пассажира теоретически возможны намеренные злоумышленные действия по фальсификации информации о заключенных договорах перевозки с целью незаконного получения какой-либо финансовой выгоды. (Например, в законно купленном билете исправлялась информация о маршруте и цене билета на более высокую, после чего такой билет предъявлялся к возврату. Также известны случаи оформления поддельных билетов на похищенных бланках и другие виды махинаций). В результате этих и многих других факторов были выработаны специальные меры по проведению процедур продажи авиабилетов. В частности, существовали следующие ограничения:
1. Авиабилет должен быть выпущен на специальном бланке, который снабжен средствами защиты от подделок (например, бумага с водяными знаками).
2. Бланки авиабилетов должны быть бланками строгой отчетности, в отношении которых действуют специальные правила учёта, хранения, передачи для использования, утилизации.
3. Процедура выпуска авиабилета должна была подразумевать копирование информации с билета на другие носители информации (например, отрывные купоны билета) и передачу этих носителей в другие предприятия для учёта, использования, приема к исполнению, архивирования и других целей.

Все это делало процедуру выпуска авиабилета достаточно дорогостоящей. Также полетные купоны, которые отрывались во время регистрации в аэропорту обязаны были возвращаться в бухгалтерию авиакомпании. Есть сведения, что затраты авиакомпаний на выпуск бланков билетов и другие затраты, связанные собственно с организацией продажи билетов на бумажных бланках, достигали 10 долларов за каждый проданный билет.

## Преимущества электронного билета
В конце XX века ситуация с хранением, передачей, обработкой и поиском информации существенно изменилась. Существенно возросли скорость передачи и обработки информации, а также ёмкость информационных хранилищ и скорость поиска информации. Все это сделало возможным появление технологии электронных билетов.
В отличие от бумажного билета, электронный билет представляет собой совокупность записей в базах данных различных компьютерных систем. Для электронного билета не требуется специальный бланк — вся информация хранится в памяти компьютеров, недоступных для злоумышленников, и при необходимости быстро передается с одного компьютера на другой. Соответственно, снижаются затраты авиакомпаний на изготовление бланков и их обращение. Далее, с развитием средств электронной коммерции и электронных платежей появляется возможность оплаты авиабилета с помощью автоматизированных устройств (банкоматы, платежные терминалы, банковские компьютерные системы). Таким образом, сокращаются затраты авиакомпаний и агентов по продаже билетов на организацию денежного оборота.
Кроме того, внедрение технологий электронного билета позволяет снизить и некоторые другие затраты.

## Бронирование электронных билетов
Бронирование электронных билетов может осуществляться как традиционным способом (через операторов и компьютерные системы бронирования), так и самостоятельно пассажирами через интернет-сайты авиакомпаний и агентств. Оплата билета также может происходить как традиционным способом (наличными деньгами кассиру), так и с помощью средств электронных платежей.

## Сайты продаж электронных билетов
Электронный билет можно самостоятельно купить в интернете на специальных сайтах. Преимущества интернет-покупки билета заключаются в том, что бронирующий получает полную информацию о всех возможных перелётах, предложенных авиакомпаниями на данном маршруте, а также видит структуру образования цены авиабилета, с указанием платы за саму перевозку и сборов аэропорта. Покупка производится гораздо быстрее стандартной покупки через турбюро.
Покупка и оплата электронного билета осуществляется на сайтах, которые подключены к ресурсам продаж билетов авиакомпаний. Для оплаты принимается банковская платежная карта. Подтверждение о покупке высылается на электронный адрес.
Несмотря на общую сферу и вид деятельности, сайты продаж и бронирования электронных авиабилетов могут существенно разниться друг от друга. Отличия, как правило, составляют интерфейс, поля quick search form (с англ. форма быстрого поиска), механизм поиска и подбора предложений, объём сервисного сбора, способы оплаты. Наличие или отсутствие тех или иных функций и элементов в системах сайтов бронирования расширяют или сужают возможности пользователя соответственно. Так, при вводе параметров в форме поиска на одном сайте клиент автоматически получает опцию подбора билетов на сложный маршрут, а на другом такая опция может отсутствовать даже в режиме расширенного поиска. Механизм поиска билетов одного сайта может быть направлен на автоматический подбор предложений исключительно регулярных авиалиний, а другого — регулярных и бюджетных.
Особенности поиска авиабилетов конкретных сайтов зависят от типа GDS (англ. Global Distribution System, GDS), на основе которого они работают. GDS — глобальная дистрибьюторская система, которая формируется из основных международных компьютерных систем онлайн-резервирования (англ. computer reservations system, CRS). Системы CRS разрабатывались, создавались и впоследствии использовались авиакомпаниями для максимального увеличения эффективности их работы, а также увеличения количества и качества продаж. Позднее системы онлайн-резервирования стали доступны туристическим агентствам. Основными системами GDS являются международные системы Amadeus, Galileo, Sabre, Worldspan, Gabriel, Patheo, Abacus, а также российская Sirena-Travel.
В комплексе дополнительных услуг ресурсов бронирования и продажи билетов также могут быть значительные отличия. На одном ресурсе пользователь имеет доступ к опции бронирования комплексного пакета «перелет+отель+авто», на другом ресурсе такая опция может быть недоступна.
В последнее время авиакомпании самостоятельно разрабатывают системы для продажи собственных перевозок и дополнительных услуг — NDC (New Distribution Capability). Стоимость билета в NDC как правило ниже на 5-20$, чем в традиционных GDS, так как авиакомпания исключает из стоимости билета таксу за оплату услуг GDS (такса имеет кодировку YR или YQ). Также в NDC авиакомпании предлагают дополнительные услуги, которые не предоставлены в традиционных GDS. Это выбор и оплата приоритетной посадки, выбор мест в самолёте, большой выбор питания в полете, оплата дополнительного багажа и дополнительных мест ручной клади и т. д. Сайты, использующие каналы дистрибуции NDC как правило предлагают более широкий спектр дополнительных услуг авиакомпаний, чем те сайты, которые работают с GDS. 

## Маршрут-квитанция
Маршрут-квитанция — это информация о факте бронирования и оплаты электронного билета, распечатанная на бумаге. В отличие от бумажных билетов, для маршрут-квитанции не требуются специальные бланки. Внешний вид квитанции не регламентирован и отличается у разных авиакомпаний и агентств по бронированию авиабилетов. Маршрут-квитанция печатается на обычной бумаге на обычном компьютерном принтере. Если пассажир бронирует билет самостоятельно — ему предоставляется возможность самостоятельно распечатать маршрут-квитанцию.

## Регистрация на рейс
Регистрация пассажиров на рейс производится через компьютерную систему управления отправкой пассажиров — DCS (en:Departure control system), установленную в аэропорту. Любой аэропорт, который хочет работать с электронным авиабилетом, должен установить систему DCS и обучить персонал для работы с ней. Предварительно в эту систему передается из систем бронирования информация о выпущенных билетах (электронных и бумажных). При регистрации пассажира по электронному билету предъявлять маршрут-квитанцию не обязательно — вся необходимая информация уже есть в системе, достаточно удостоверения личности (паспорта) пассажира. Во время регистрации пассажиру выдается посадочный талон с указанием времени посадки в самолёт, гейта и места на борту.
Если пассажир зарегистрировался на рейс самостоятельно через интернет, то необходимо распечатать посадочный талон (иногда это можно сделать в киосках самостоятельной регистрации в аэропорту) или предъявить его на мобильном устройстве (смартфоне). В этом случае подходить к стойке регистрации требуется только для регистрации сдаваемого багажа. Без багажа можно сразу идти на досмотр. Посадочный талон является основным документом для пропуска пассажира в зону предполетного досмотра и посадки в самолёт. Такой подход унифицирует работу сотрудников аэропорта на этапе от регистрации пассажира до его посадки в самолёт.
В некоторых аэропортах авиакомпании устанавливают киоски автоматической регистрации. В таком аппарате достаточно отсканировать страницу паспорта с фото, после чего система распознает фамилию и имя, найдет в списке пассажиров и предложит зарегистрироваться на рейс (зарегистрировать багаж). Подтверждением регистрации будет распечатанный посадочный талон (багажная квитанция).

## Проект IATA E-ticketing
В 2004 году Международная ассоциация воздушного транспорта запустила программу Simplifying the Business (англ.) по реформированию индустрии коммерческих авиаперевозок. В рамках этой программы к 1 июня 2008 года успешно завершен проект E-ticketing по переходу на 100 % использование электронных билетов.